# 마크 로모나코
마크 로모나코(Mark LoMonaco, 1971년 7월 14일 ~ )는 미국의 프로레슬링선수다. 링에서는 버버레이 더들리(BuhBuhray Dudley)로 알려져 있다. 디본 더들리와 함께 TNA와 ECW, WWE에서 더들리 보이즈의 멤버로 활약하기도 했다. 키는 191cm 몸무게는 127kg이다.

## 경력

### WWE
- WWE 태그팀 챔피언 (구 버전) 1회
- WWE 월드 태그팀 챔피언 (구 버전) 8회
- WCW 태그팀 챔피언 1회
- WWE 하드코어 챔피언 8회
- 2018 명예의 전당

### ECW
- ECW 월드 태그팀 챔피언 8회

### TNA
- NWA 월드 태그팀 챔피언 1회
- TNA 월드 헤비웨이트 챔피언 2회
- TNA 월드 태그팀 챔피언 2회

### RoH
- RoH 월드 식스맨 태그팀 챔피언 1회

### NJPW
- IWGP 헤비웨이트 태그팀 챔피언 2회

### Hustle
- 허슬 슈퍼 태그팀 챔피언 1회

### Destiny Wrestling Organization
- DWO 헤비웨이트 챔피언 1회

### Squared Circle Wrestling
- 2CW 태그팀 챔피언 1회